# Кручинский, Михаил Александрович
Михаил Александрович Кручинский (Стромилов, Строилов), (он же Моисей Абрамович Шуф) (1894 — 1978) — советский военный и государственный деятель, учёный, агроном, экономист, полковник, доктор сельскохозяйственных наук, профессор.

## Биография
С 1910 член РСДРП(б), в феврале того же года арестован и осуждён к 4-м годам лишения свободы. Существуют серьезные сомнения в достоверности даты начала партийного стажа. Партийная комиссия в 1922 г. сочла, что речь может идти о 1917 г. или 1918 г.  6 (19) марта 1917 амнистирован. С 1917 председатель Исполнительного комитета Московского уездного Совета. В 1917-1918 в Красной гвардии, затем в РККА. С 1919 председатель Волынского губернского революционного комитета, и затем в начале того же года председатель Волынского губернского комитета КП(б) Украины. С 13 марта по май 1919 председатель Волынской губернской ЧК, потом исполняющий обязанности секретаря СНК Украинской ССР. Вскоре становится начальником Политического отдела 44-й стрелковой дивизии. После чего до декабря 1919 председатель Киевского временного военно-революционного комитета. С 1920 в 7-й Черниговской стрелковой дивизии. С 1920 до марта 1921 начальник Главного управления коннозаводства и коневодства  (ГУКОНА) Народного комиссариата земледелия РСФСР. С марта 1921 участник подавления Кронштадтского мятежа. С 1921 по 1922 учился в Военной академии РККА.
В 1922 исключён из РКП(б). С 1922 по 1924 старший, главный агроном в разных городах (Воронеж, Свердловск, Москва). В 1924 преподаватель Московского планово-экономического института имени Г. В. Плеханова, директор Всесоюзной сырьевой базы пищевой индустрии. В 1927 окончил экономический факультет Сельскохозяйственной академии имени К. М. Тимирязева. До 1933 преподаватель Академии снабжения имени И. В. Сталина. C начала до конца Великой Отечественной войны офицер в Действующей армии, с 1942 член ВКП(б). После Победы доцент, c 1947 до 1959 на научной, преподавательской, административной работе в сельском хозяйстве.
Исследовал мелкий сельскохозяйственный кредит, экономику сельскохозяйственного машиностроения на Урале, пути повышения урожайности сахарной свеклы. 

## Звания
- майор;
- подполковник;
- полковник.

## Награды
- два ордена Красного Знамени (1921, 1945).
- приказом РВСР №189 от 1924 года лишен ордена за дачу ложных сведений партийным и советским организациям.
- орден Красной Звезды (1943);
- медали.